# Душейн
 Тази статия е за града в САЩ.  За окръга вижте Душейн (окръг).  
Душѐйн (на английски: Duchesne) е град в окръг Душейн, щата Юта, САЩ. Душейн е с население от 1408 жители (2000) и обща площ от 6 km². Намира се на 1682 m надморска височина. ЗИП кодът му е 84021, а телефонният му код е 435.